# Пшеница мягкая
Пшени́ца мя́гкая, или Пшеница летняя (лат. Tríticum aestívum) — вид однолетних травянистых растений рода Пшеница (Triticum) семейства Злаки (Gramineae), или Мятликовые (Poaceae).

## Ботаническое описание

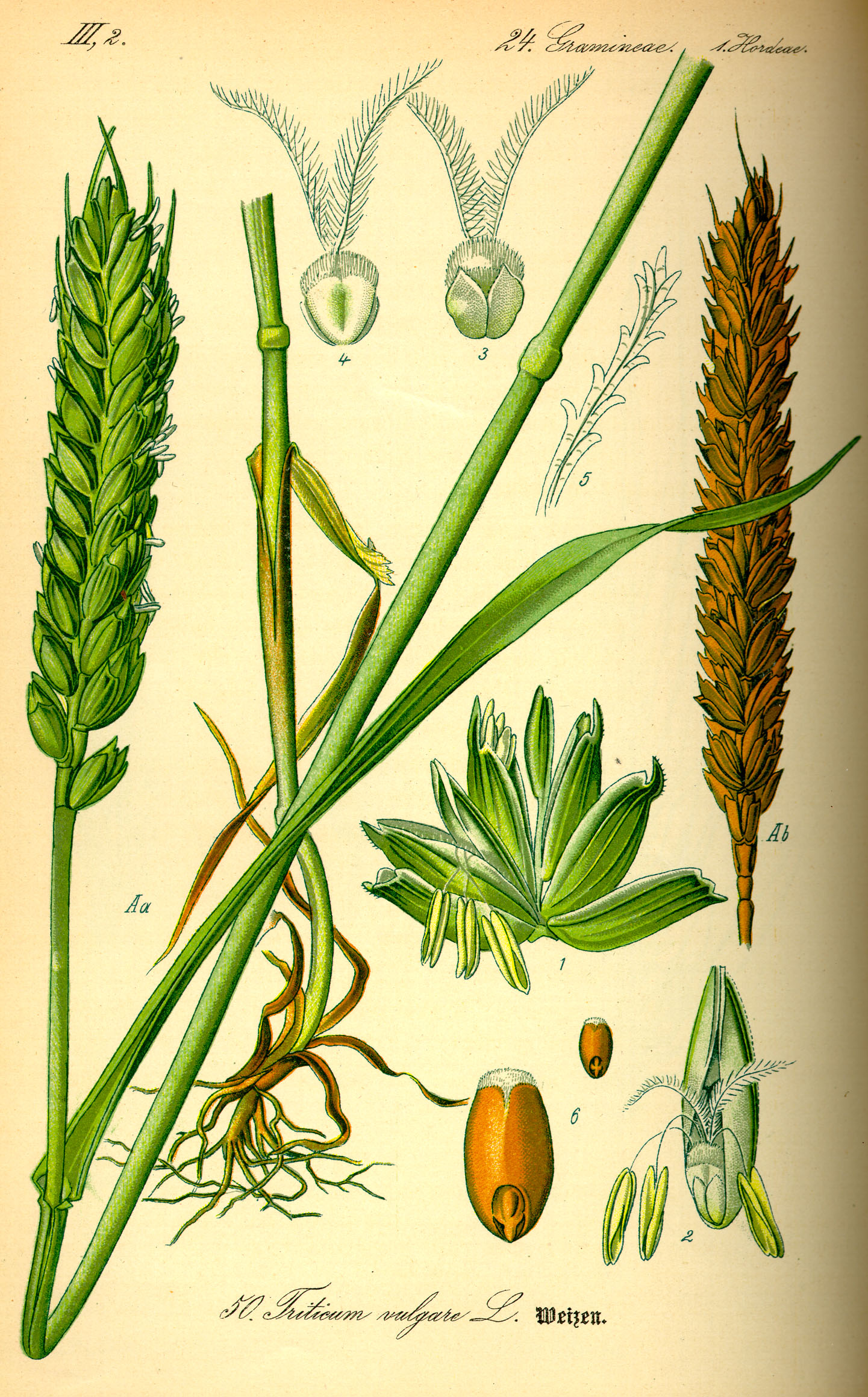

Растение достигает высоты 40—100 см, редко до 150 см. Соломина тонкая, полая внутри. Узлы голые или опушены лишь на ранних этапах жизни растения. Листовая пластинка 6—16 мм шириной, сначала мягкая, опушённая, но потом становится голой и жёсткой.
Старые соцветия безостые, 6—18 дюймов длиной, длина по крайней мере в 3 раза больше ширины. Оно густое и квадратное в поперечном сечении. Оси колосьев не отличаются ломкостью (отсюда название вида — пшеница мягкая). В месте соединения колосков второго порядка с главной осью нет пучков волосков. На верхушке соцветия расстояние между соседними колосками 4—8 мм. Колоски имеют приблизительно равную длину и ширину. Колосковая чешуя около 10 мм длиной, на конце имеют острый киль. Киль представляет собой короткий, тупо заканчивающийся зубец, направленный наружу. Цветковые чешуи безостые и имеют короткий зубец или же имеют ость длиной до 15 см. Опыление перекрёстное или самоопыление.
В процессе созревания плод (зерновка) плотно сжат нижней и верхней цветковой чешуёй, а по созреванию выпадает наружу. Эндосперм белый или стекловидный. Прорастание происходит только при температуре выше 4 °C.
Стандартный хромосомный набор пшеницы мягкой x = 7; у гексаплоидных разновидностей число хромосом 6n = 42. В августе 2018 года было объявлено о расшифровке генома.

## История
Самые ранние находки пшеницы были сделаны в Сан Хасане анатолийской провинции Караман и датируются 7 тысячелетием до н. э. Возможно, пшеница мягкая является результатом перекрёстного опыления Triticum aestivum дикими травами, Triticum monococcum и Triticum boeoticum с Aegilops speltoides и Aegilops squarrosa, что, возможно, вызвало полиплоидию этого растения.

## Использование
Пшеница мягкая используется как хлебный злак для приготовления хлебобулочных изделий, а также для производства солода (пшеничного пива). Побочным продуктом молотьбы являются пшеничные отруби, которые используются в животноводстве как корм для скота или же употребляются в пищу.
Небольшое количество мягкой и твёрдой пшеницы используют для промышленного производства крахмала. Другие злаки имеют более важное в этом отношении значение, к примеру, 80 % крахмала получают из кукурузы, а пшеничный крахмал составляет лишь 9 %. Пшеница, содержащая 70 % крахмала, больше подходит для промышленного применения, чем пшеница с 60 % крахмала. Кроме того, пшеницу используют для производства биоэтанола.

## Состав семян

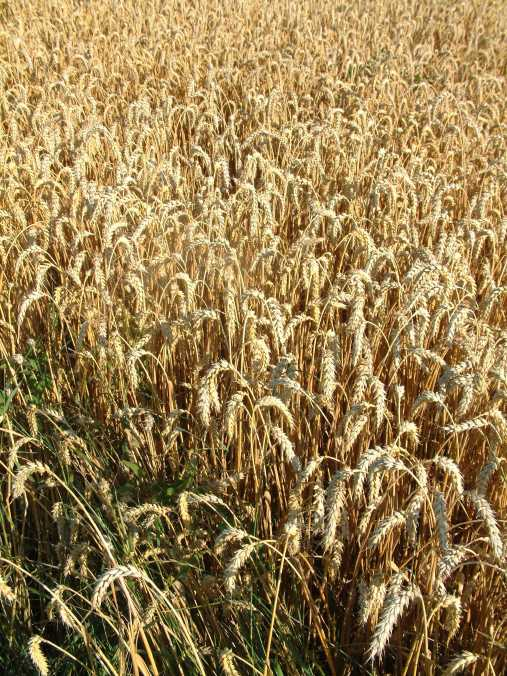
Пшеничное поле

Состав семян, естественно, колеблется от условий окружающей среды (почва, климат) и технологии возделывания (удобрения, средства защиты от вредителей).
Ниже приведен состав на 100 г съедобной части семян:
| Компоненты           |         |
| -------------------- | ------- |
| Вода                 | 12,8 г  |
| Белки                | 10,9 г  |
| Жиры                 | 1,8 г   |
| Углеводы             | 59,5 г* |
| Пищевые волокна      | 13,3 г  |
| Минеральные вещества | 1,7 г   |

| Минеральные вещества |            |
| -------------------- | ---------- |
| Натрий               | 8 мг       |
| Калий                | 380 мг     |
| Магний               | 95 мг      |
| Кальций              | 35 мг      |
| Марганец             | 3,1 мг     |
| Железо               | 3,2 мг     |
| Медь                 | 0,37 мг    |
| Цинк                 | 2,6 мг     |
| Фосфор               | 340 мг     |
| Селен                | 0,002 мг"" |

| Витамины                          |         |
| --------------------------------- | ------- |
| Ретинол (витамин A1)              | 3 µg    |
| Тиамин (витамин B1)               | 460 µg  |
| Рибофлавин (витамин B2)           | 95 µg   |
| Никотиновая кислота (витамин B3)  | 5100 µg |
| Пантотеновая кислота (витамин B5) | 1200 µg |
| Витамин B6                        | 270 µg  |
| Фолиевая кислота                  | 85 µg   |
| Витамин E                         | 1400 µg |
| Витамин C                         | Следы   |

| Необходимые и полунеобходимые аминокислоты |        |
| ------------------------------------------ | ------ |
| Аргинин1                                   | 620 мг |
| Гистидин1                                  | 280 мг |
| Изолейцин                                  | 540 мг |
| Лейцин                                     | 920 мг |
| Лизин                                      | 380 мг |
| Метионин                                   | 220 мг |
| Фенилаланин                                | 640 мг |
| Треонин                                    | 430 мг |
| Триптофан                                  | 150 мг |
| Тирозин                                    | 410 мг |
| Валин                                      | 620 мг |

* — в некоторых странах значительно более высокие значения 

1 — полунеобходимые

1 мг = 1000 мкг

## Синонимика
- Frumentum triticum E.H.L.Krause
- Triticum album Gaertn. ex Steud., nom. inval.
- Triticum amylosum Flaksb., nom. inval.
- Triticum antiquorum (Heer) Udachin
- Triticum aristatum Haller f. ex Steud., nom. inval.
- Triticum arundinaceum Schur, nom. illeg.
- Triticum asiaticum Kudr.
- Triticum bucharicum Flaksb., nom. inval.
- Triticum caeruleum Ard. ex Bayle-Bar., nom. inval.
- Triticum cereale Schrank, nom. inval.
- Triticum cereale Bernh., nom. illeg.
- Triticum clavatum Seidl ex Opiz
- Triticum duriusculum Flaksb., nom. inval.
- Triticum erinaceum Hornem.
- Triticum estivum Raf., orth. var.
- Triticum hieminflatum Flaksb., nom. inval.
- Triticum horstianum Clemente
- Triticum hybernum L., nom. rej.
- Triticum imberbe Desv.
- Triticum inflatum Kudr.
- Triticum inflatum Flaksb., nom. inval.
- Triticum koeleri Clemente
- Triticum labile Flaksb., nom. inval.
- Triticum linnaeanum Lag.
- Triticum lutinflatum Flaksb., nom. inval.
- Triticum martius Risso, nom. inval.
- Triticum pilosum Hornem., nom. illeg.
- Triticum poltawense Flaksb., nom. inval.
- Triticum pubescens Hornem., nom. illeg.
- Triticum pulverulentum Hornem.
- Triticum quadratum Mill.
- Triticum rossicum Flaksb., nom. inval.
- Triticum rufinflatum Flaksb., nom. inval.
- Triticum sativum Lam.
- Triticum segetale Salisb., nom. illeg.
- Triticum sibiricum Flaksb., nom. inval.
- Triticum siliginum Risso, nom. inval.
- Triticum sunpanii Flaksb., nom. inval.
- Triticum tustella Risso, nom. inval.
- Triticum vavilovii Jakubz.
- Triticum velutinum Schübl.
- Triticum vulgare Vill.